# Hugo Eckener
Hugo Eckener (10 de agosto de 1868 - 14 de agosto de 1954) fue un gerente de la compañía Luftschiffbau Zeppelin en el periodo entre las Guerras Mundiales y comandante del Graf Zeppelin durante la mayoría de sus vuelos récords, incluyendo el primer vuelo de un dirigible alrededor del mundo. También fue el responsable de la construcción del tipo más exitoso de dirigibles. Eckener fue un reconocido antinazi y fue marginado por este régimen.

## Biografía

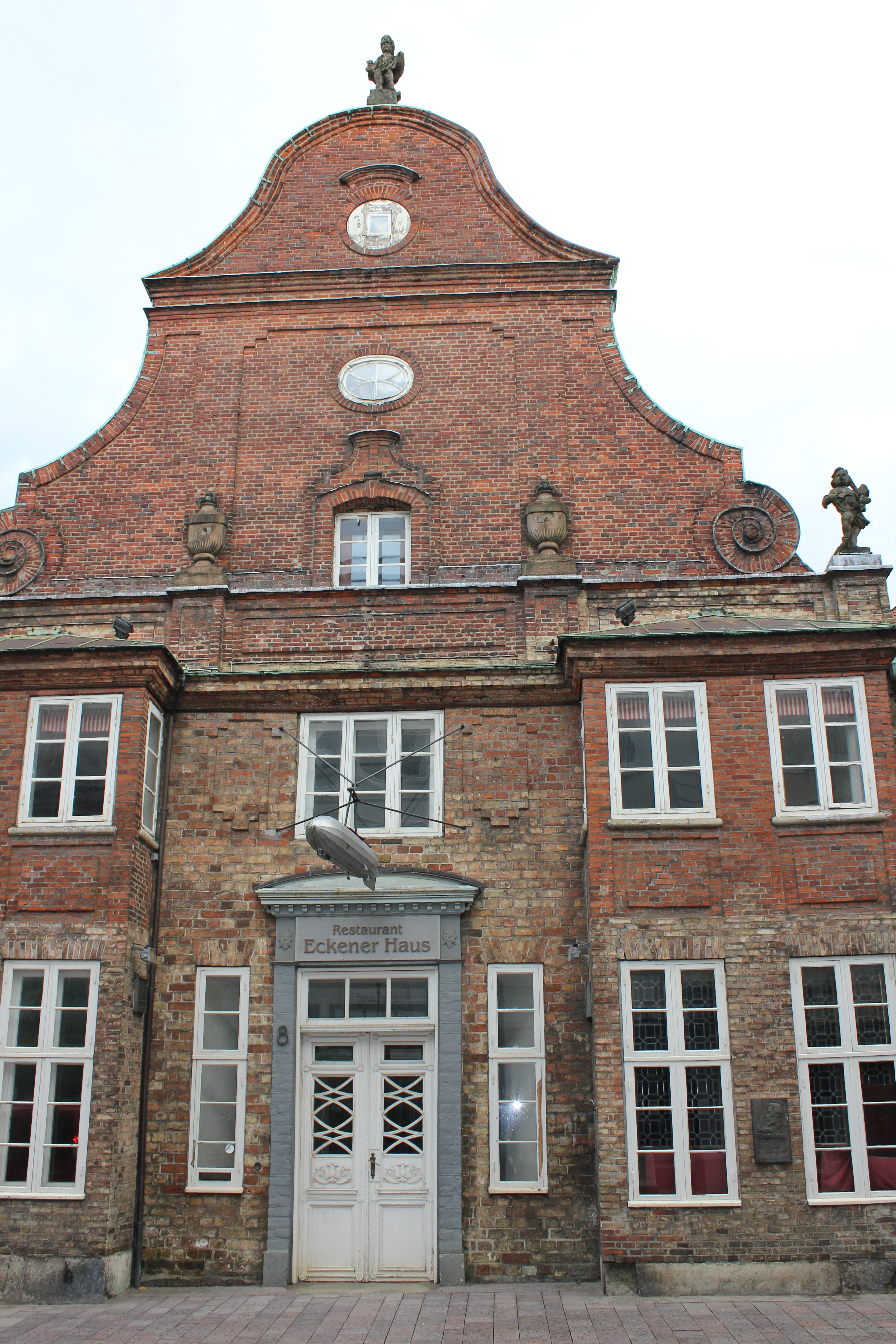
Casa natal

Eckener nació en Flensburgo. Cuando era niño, fue considerado como un "estudiante indiferente". 
Sin embargo, para 1892 , estudiando con el profesor Wilhelm Wundt, recibió un doctorado con honores de "magna cum laude" en algo semejante a la psicología experimental de la Universidad de Leipzig. Eckener entonces sirvió en el Regimiento de Infantería 86 en Flensburgo.
En su carrera temprana, Eckener sirvió como periodista y editor. En octubre de 1897 se casó con Johanna. Más tarde fue corresponsal para el Frankfurter Zeitung mientras escribía un libro sobre los efectos sociales del capitalismo.

### Luftschiffbau Zeppelin
Le fue solicitado cubrir los primeros vuelos de los dirigibles zepelines LZ 1 y LZ 2. Eckener criticó el rendimiento de los dirigibles, pero elogió el compromiso del conde Ferdinand von Zeppelin en la lucha de su causa, ya que muchos científicos e ingenieros habían criticado sus planes de dirigibles para transporte.
El conde sostuvo una entrevista con Eckener y le causó una impresión tan positiva que en 1908 acordó ser publicista a tiempo parcial para la compañía de zepelines. Se interesó mucho por los dirigibles, y finalmente se unió a la compañía a tiempo completo.
Su aptitud para el vuelo destacó pronto, y de publicista se formó como un capitán de dirigibles; obtuvo una licencia de  vuelo en 1911. Sin embargo, cuando Eckener intentó su primer vuelo el 16 de mayo de 1911 en el LZ 8, decidió despegarlo en un viento fuerte que dañó el dirigible por empujarlo hacia una pared del hangar. Sin embargo este contratiempo no fue impedimento y se hizo un capitán de dirigibles muy exitoso.
Eckener fue el responsable del entrenamiento de la mayoría de los pilotos de dirigibles de Alemania durante y después de la Primera Guerra Mundial. 

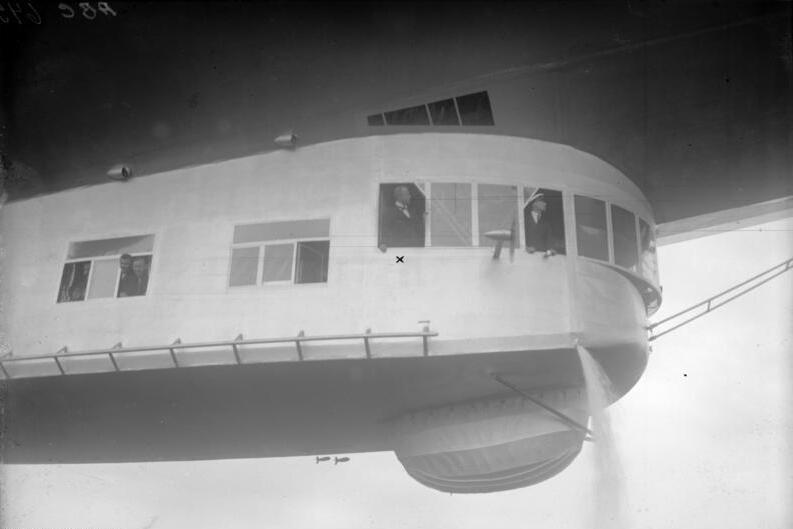
Eckener realizando un vuelo de prueba en el LZ 126 antes de su envío a los Estados Unidos

Después de la guerra, Eckener sucedió en la gerencia al conde Ferdinand von Zeppelin. Después de un conflicto con el gerente comercial de la empresa, quien quería reemplazar la producción de dirigibles con la producción de productos más lucrativos, Eckener logró evitar el reequipamiento de la fábrica de zepelines en el Bodensee en Wurtemberg.
El Tratado de Versalles había prohibido que Alemania construyera dirigibles de un tamaño adecuado para operar vuelos transatlánticos lucrativos. Sin embargo, después de un lobby hábil, Eckener convenció al gobierno estadounidense y alemán a permitir que su compañía construyera el LZ 126 para la Armada Estadounidense como parte de las indemnizaciones de guerra. Eckener  capitaneó el dirigible durante su envío a Lakehurst, Nueva Jersey. 
Sin fondos posibles por parte de la gobierno de Weimar, Eckener y sus colegas emprendieron una gira de contribuciones para recaudar fondos para construir el Graf Zeppelin, el que sería el dirigible de estructura rígida más exitoso de la historia. El dirigible estaba gaseado con gas hidrógeno que era superior al helio en capacidad de levante vertical, pero era muy inflamable. Por otro lado, el helio, era de menor capacidad, no era inflamable y era monopolio de Estados Unidos.
En el primer vuelo a Estados Unidos, el dirigible casi fue perdido cuando se encontró en medio de una gran tempestad que rasgó la tela de una aleta y se pudo reparar. 
Eckener capitaneó el Graf Zeppelin durante la mayoría de sus vuelos récords, incluyendo el primero vuelo intercontinental de un dirigible de pasajeros en 1928, el primer vuelo alrededor del mundo por un dirigible en 1929, y el vuelo ártico de 1931. Un maestro de la publicidad, Eckener usó el Graf Zeppelin para establecer el zepelín como un símbolo de orgullo e Ingeniería alemán de la Alemania de postguerra.
Después de estos vuelos, Eckener fue convertido en un héroe nacional. Durante la década de 1930, Eckener fue una de las personas más conocidas de Alemania. En la elección presidencial de 1932, Eckener aceptó ser un candidato potencial contra el líder nazi Adolf Hitler ya que no era afín a las ideas del nacionalsocialismo, pero renunció cuando Paul von Hindenburg a quien conocía personalmente decidió presentarse para reelección. Sin embargo, su candidatura potencial ya había molestado a las cúpulas del Partido Nacionalsocialista.

### Durante la Alemania nazi
Los nazis tomaron control del gobierno en enero de 1933. Habían esperado arrestar a Eckener como opositor, pero Hindenburg lo impidió. Eckener no mantuvo en secreto su animadversión a los nazis y preveía un futuro incierto para su país. Criticó a menudo al régimen, y se negó a permitir que los nazis usaran sus grandes hangares de Fráncfort para una manifestación multitudinaria. Finalmente, los nazis declararon a Eckener persona non grata y ya no permitieron que su nombre apareciera en la prensa con su imagen, los nazis decidieron borrarlo del colectivo nacional.
Durante la década de 1930, el gobierno nazi  nacionalizó las operaciones de zepelines en el Deutsche Zeppelin-Reederei GmbH. Los nazis despreciaron a  Eckener a favor de hombres más compatibles con sus deseos, pero se mantuvo a la cabeza. En su celo de agradar el régimen nazi, los capitanes no siempre cumplieron con los procedimientos de seguridad; por ejemplo, el nuevo capitán del Hindenburg casi destruyó el dirigible durante su viaje inaugural cuando despegó la nave en medio de vientos fuertes para ejecutar un vuelo de propaganda nazi. Bajo Eckener, la seguridad siempre era una prioridad, y había  decidido no tener ningún incidente bajo su mando. 
Cuando ocurrió el desastre del Hindenburg el 6 de mayo de 1937, Eckener se encontraba en Alemania y sostuvo que la causa raíz del accidente fue electricidad estática ya que se había desarrollado una tormenta eléctrica en la ruta del dirigible.
Eckener sobrevivió la Segunda Guerra Mundial, a pesar de sus desacuerdos con los nazis.

### Vida final
En 1945, Johannes Weyl y Eckener fundaron el periódico regional Südkurier. En noviembre de 1945, Eckener se enfrentó a alegaciónes de colaboración con la Alemania nazi. En 1947, los ocupantes franceses lo multaron con 100.000 Reichsmarks, pero Eckener fue rehabilitado en 1948.
En su ciudad natal de Flensburgo, el que había tenido un posición en el consejo pro-Dinamarca desde 1945, Eckener permaneció activo en la política, haciendo campaña para la mayoría alemana en la ciudad.
Eckener murió en Friedrichschafen el 14 de agosto de 1954.